# Лугај
Лугај (алб. Llugaj) је насељено место у општини Тропоја у округу Кукеш, Албанија. Према попису из 1989. године било је 1.158 становника.
Лугај су једно од насеља племена Краснићи.